# Diótörő 3D
A Diótörő 3D (eredeti cím: angolul: The Nutcracker in 3D) 2010-ben bemutatott karácsonyi fantasyfilm, melyet saját és Chris Solimine forgatókönyvéből Andrej Koncsalovszkij rendezett.
A történet az 1920-as években játszódik Bécsben, a főbb szerepekben Elle Fanning, Nathan Lane, John Turturro, Frances de la Tour, Richard E. Grant, Yulia Vysotskaya, Charlie Rowe és Shirley Henderson látható. A forgatás 2007. július 16-án kezdődött Magyarországon, a pomázi Stern Stúdióban. Tervezett költségvetése 65 millió dollár volt és ennek közel felét a gyártók Magyarországon tervezték elkölteni.
Az Amerikai Egyesült Államokban 2010. november 24-én bemutatott film hatalmas anyagi és kritikai bukás lett: 90 milliós költségvetéséhez képest mindössze 20 millió volt a bevétele, a Rotten Tomatoes weboldalon pedig 0%-os értékelésen áll.

## Szereplők
| Színész                    | Szerep                                    | Magyar hang     |
| -------------------------- | ----------------------------------------- | --------------- |
| Elle Fanning               | Mary                                      | Károlyi Lili    |
| Nathan Lane                | Albert bácsi                              | Mikó István     |
| John Turturro              | Patkánykirály                             | Magyar Attila   |
| Charlie Rowe               | Nicholas Charles "N.C." herceg, a Diótörő |                 |
| Shirley Henderson          | Diótörő (hangja)                          |                 |
| Frances de la Tour         | Eva asszony / Patkánykirálynő             |                 |
| Aaron Michael Drozin       | Max, Mary testvére                        |                 |
| Richard E. Grant           | Joseph, Mary apja                         | Hirtling István |
| Yulia Vysotskaya           | Louise, Mary anyja / Hótündér             |                 |
| Jonny Coyne                | Gnomad                                    |                 |
| Peter Elliott              | Gielgud                                   |                 |
| Daniel Peacock             | Gielgud                                   |                 |
| Alan Cox (hangja)          | Gielgud                                   |                 |
| Africa Nile                | Sticks                                    |                 |
| Hugh Sachs                 | Tinker                                    |                 |
| Stuart Hopps               | Patkánykirálynő szolgája                  |                 |
| Kalmár Attila              | Screech                                   |                 |
| Robert Creighton (hangja)  | Screech                                   |                 |
| Elek Ferenc                | Lethal                                    |                 |
| Jason Harris Katz (hangja) | Lethal                                    |                 |